# Förräderi (film)
Förräderi är en brittisk-dansk-svensk dokumentärfilm från 1994 i regi av Björn Cederberg och Fredrik von Krusenstjerna.
Filmen skildrar den tyske kulturarbetaren Sascha Anderson som var en centralfigur bland oppositionella författare och konstnärer i Östberlins Prenzlauer Berg under DDR-tiden. Efterhand framkom dock att Anderson parallellt med detta varit Stasi-agent och angivit många av sina vänner och till och med sin fru. Filmen skildrar Anderson som en tvångsmässig lögnare som levt ett dubbelliv och inte talat sanning annat än i sina rapporter till Stasi.
Förräderi uppmärksammades mer i utlandet än i Sverige. 1995 mottog den pris vid en filmfestival i norska Bergen i kategorin "bästa nordiska dokumentär". Den blev även nominerad till en Guldbagge 1996 i kategorin "bästa kortfilm".